# Aglaia lepiorrhachis
Aglaia lepiorrhachis là một loài cây trong họ Xoan. Nó là loài đặc hữu của New Guinea.